# Hilde Hildebrand
Hilde Hildebrand, född 10 september 1897 i Hannover, Kejsardömet Tyskland, död 28 april 1976 i Västberlin, Västtyskland, var en tysk skådespelare. Hildebrand medverkade i lite över 100 tyska filmer. Från 1963–1972 gjorde hon enbart TV-roller. 1964 belönades hon med det tyska hederspriset för film, Filmband in Gold.

## Filmografi, urval
- 1931 – En farlig flirt
- 1931 – Min Leopold
- 1932 – Bröllopsnatten
- 1932 – Ett litet snedsprång
- 1932 – 13 vid bordet
- 1933 – Damernas egen diplomat
- 1933 – Viktor och Viktoria
- 1933 – Vilda Veronika
- 1934 – Lilla Dorrit
- 1934 – Mitt hjärta längtar
- 1934 – Hennes engelska giftermål
- 1935 – Det gudomliga äventyret
- 1936 – Allotria
- 1938 – Sången från fängelset
- 1944 – Människor i hamn
- 1950 – Våld i hemlighet